# Ozark (Arkansas)
Pour les articles homonymes, voir Ozark.
La ville américaine d’Ozark est le siège du comté de Franklin, dans l’État de l’Arkansas. Lors du recensement de 2010, sa population s'élevait à 3 684 habitants.
À noter que Charleston est le deuxième siège du comté. La ville a reçu son nom d’après les monts Ozarks.

## Géographie
Selon le Bureau du recensement des États-Unis, Ozark a une superficie totale de 18,7 km2, dont 18,6 km2 de terre et 0,1 km2 d'eau (0,53 %).

## Démographie
| Groupe          | Ozark | Arkansas | États-Unis |
| --------------- | ----- | -------- | ---------- |
| Blancs          | 95,3  | 77,0     | 72,4       |
| Métis           | 2,3   | 2,0      | 2,9        |
| Amérindiens     | 0,9   | 0,8      | 0,9        |
| Afro-Américains | 0,7   | 15,4     | 12,6       |
| Autres          | 0,5   | 3,6      | 6,4        |
| Asiatiques      | 0,4   | 1,2      | 4,8        |
| Total           | 100,0 | 100,0    | 100,0      |
| Hispaniques     | 3,1   | 6,4      | 16,7       |

Selon l'American Community Survey, pour la période 2011-2015, 99,23 % de la population âgée de plus de 5 ans déclare parler l'anglais à la maison et 0,77 % l’espagnol.
| 1850 | 1870 | 1880 | 1890 | 1900 | 1910  |
| ---- | ---- | ---- | ---- | ---- | ----- |
| 82   | 210  | 824  | 862  | 848  | 1 146 |

| 1920  | 1930  | 1940  | 1950  | 1960  | 1970  |
| ----- | ----- | ----- | ----- | ----- | ----- |
| 1 262 | 1 564 | 1 402 | 1 757 | 1 965 | 2 592 |

| 1980  | 1990  | 2000  | 2010  | - | - |
| ----- | ----- | ----- | ----- | - | - |
| 3 621 | 3 330 | 3 525 | 3 684 | - | - |

## Personnalités liées à la ville
- Roy Buchanan (1939–1988) est né à Ozark.
- Elizabeth Gracen (1961-) née à Ozark, a été Miss Arkansas 1981, Miss America 1982 et a fait la couverture du magazine Playboy.
- Joe Purdy (1976-) né à Ozark, chanteur et musicien.
- Minnie Rutherford Fuller (1868-1946), y est née.

## Source
- (en) Cet article est partiellement ou en totalité issu de l’article de Wikipédia en anglais intitulé « Ozark, Arkansas » (voir la liste des auteurs).

1. ↑  (en) « Ozark, AR Population - Census 2010 and 2000 », sur censusviewer.com.
2. ↑  (en) « Population of Arkansas - Census 2010 and 2000 », sur censusviewer.com.
3. ↑  (en) « Language spoken at home by ability to speak English for the population 5 years and over », sur factfinder.census.gov (consulté le 20 mars 2017).
4. ↑  « Statistiques des États-Unis - Arkansas - Profils des communautés de 2010 » (consulté en novembre 2020)